# Словаччина на літніх Олімпійських іграх 2012
Словаччину на літніх Олімпійських іграх 2012 представляли 47 спортсменів в 11 видах спорту.

## Нагороди
| Медаль | Спортсмен                       | Вид спорту                       | Дисципліна                       | Дата   |
| ------ | ------------------------------- | -------------------------------- | -------------------------------- | ------ |
| Срібло | Зузана Штефечекова              | Стрільба                         | Жінки, трап                      | 4 Сер  |
| Бронза | Данка Бартекова                 | Стрільба                         | Жінки, круглий стенд             | 29 Лип |
| Бронза | Міхал Мартікан                  | Веслування на байдарках та каное | Чоловіки, слалом, каное-одиночки | 31 Лип |
| Бронза | Петер Гохшорнер Павол Гохшорнер | Веслування на байдарках та каное | Чоловіки, слалом, каное-двійки   | 2 Сер  |